# Ford Five Hundred
Ford Five Hundred – samochód osobowy klasy wyższej produkowany pod amerykańską marką Ford w latach 2004 – 2007.

## Historia i opis modelu

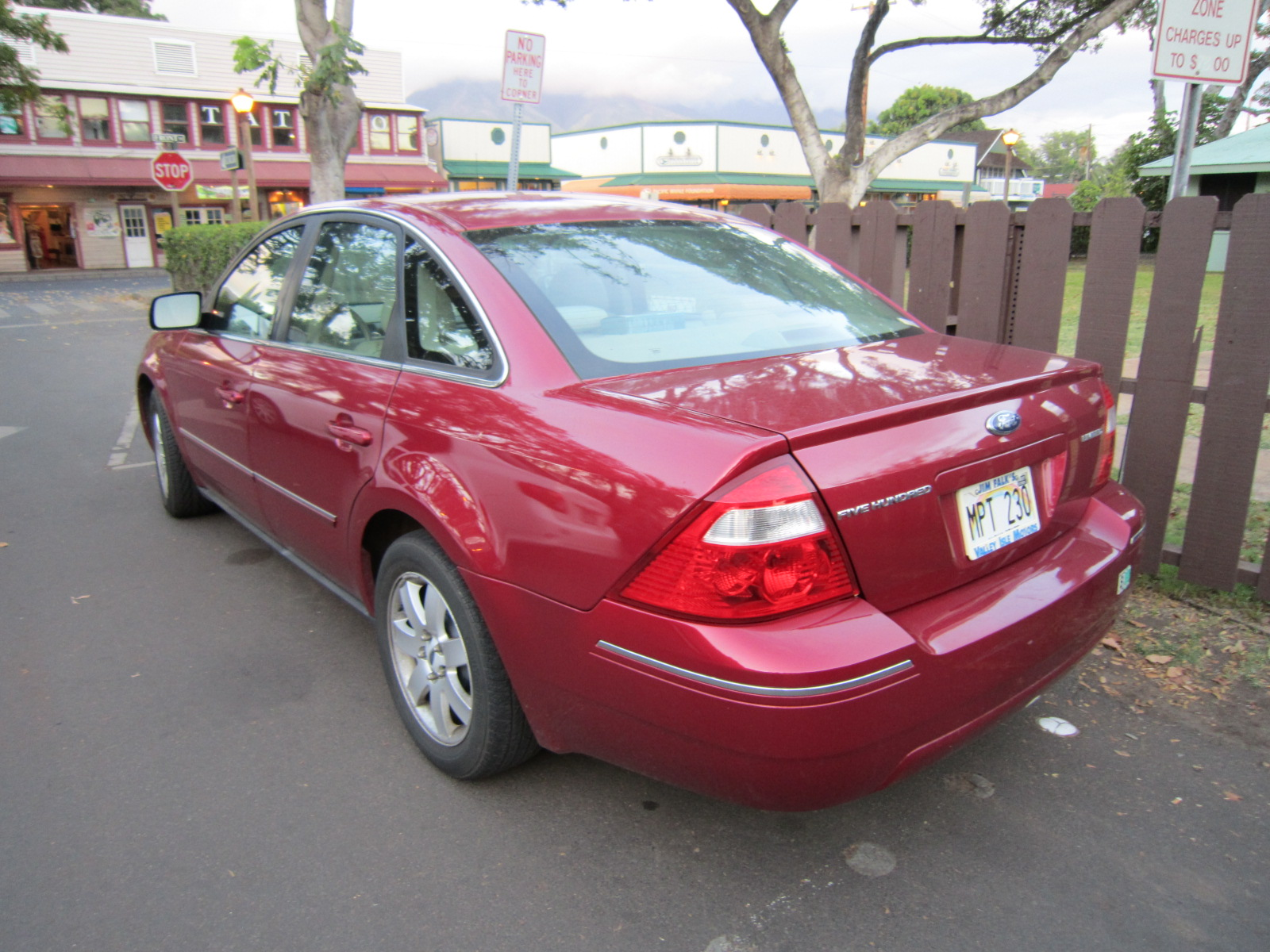
Ford Five Hundred - tył

Samochód trafił na rynek w 2004 roku jako następca czwartej generacji Forda Taurusa. Do napędu używano silników V6 Duratec o pojemności trzech litrów. Moc przenoszona była na oś przednią poprzez 6-biegową automatyczną lub manualną skrzynię biegów.

### Koniec produkcji
Po 3 latach produkcji, w 2007 roku Ford przeprowadził modernizację modelu, w ramach której zmieniono wygląd pasa przedniego i wkłady tylnych lamp. Przy okazji, zdecydowano się wycofać z kontrowersyjnej nazwy Five Hundred i z powrotem oferować dużego sedana jako piąta generacja modelu Taurus.

### Silnik
- V6 3,0 l (2967 cm³), 4 zawory na cylinder, DOHC
- Układ zasilania: wtrysk
- Średnica cylindra × skok tłoka: 89,00 mm × 79,50 mm
- Stopień sprężania: 10,0:1
- Moc maksymalna: 203 KM (149 kW) przy 5650 obr./min
- Maksymalny moment obrotowy: 271 Nm przy 4500 obr./min